# Jacob Palaeologus
Jacob Palaeologus oder Giacomo da Chio (* 1520 in Chios; † 23. März 1585 in Rom) war ein bedeutender griechisch-italienischer Theologe und Diplomat des 16. Jahrhunderts. Zunächst Dominikaner wandte er sich später der Reformation und besonders dem Unitarismus zu.

## Leben und Werk
Palaeologus wurde um 1520 auf der griechischen Insel Chios geboren, die damals noch zur Republik Genua gehörte. Sein griechischer Vater war Handwerker, seine italienische Mutter Hauswirtschafterin. Als junger Mann schloss sich Palaeologus dem Dominikanerorden an und studierte an den dominikanischen Schulen in Genua und Ferrara und später an der Universität Bologna. In dieser Zeit nahm er den Namen Jacob Palaeologus an, der auf die frühere byzantinischen Kaiserfamilie Palaiologos verweist. 1554 übersiedelte er nach Pera, dem christlichen Viertel Istanbuls, wo er am Kloster Sankt Peter wirkte. Hier verfasste er auch eine Verteidigungsschrift für Michael Servet, der 1553 in Genf als Antitrinitarier auf dem Scheiterhaufen verbrannt worden war. Im Jahr 1556 kehrte Palaeologus nach Chios zurück und nahm an einem Umsturzversuch gegen den Bischof von Chios teil. Ein Jahr später wurde Palaeologus in Genua von der Inquisition festgenommen. Im Jahr 1558 konnte er nach Istanbul fliehen, wurde aber in Dubrovnik (italienisch: Ragusa) erneut verhaftet und in das Gefängnis des Großinquisitors Michele Ghislieri (dem späteren Papst Pius V.) in Rom gebracht. Im August 1559 begann sein Prozess in der Kirche der Dominikaner in Rom. Nach dem Tod von Papst Paul IV. im Jahre 1559 plünderte ein Mob Rom, wobei Palaeologus aus dem Gefängnis entkommen konnte und die ihn belastenden Unterlagen verbrannt wurden. Dennoch wurde er 1561 in Abwesenheit zum Tode verurteilt. Palaiologos entkam zunächst nach Frankreich, wo er Kontakt mit dem reform-freundlichen Bischof Andreas Dudith aufnahm und ihn auf dem Konzil von Trient beriet. 1563 erhielt Palaiologos schließlich Asyl im von den Hussiten gehaltenen Prag, wo er auch heiratete. Auf Grund seiner Kenntnisse der griechischen und türkischen Sprache wurde er schließlich kaiserlicher Diplomat. Zugleich knüpfte er in seiner Zeit in Prag Kontakte zu den Böhmischen wie auch den Polnischen Brüdern. Nach der Wahl Michele Ghislieris zum Papst, wünschte die Inquisition die Auslieferung Palaeologus nach Rom, woraufhin er am 30. März 1571 verhaftet wurde. Nach vier Monaten konnte er jedoch entkommen, verkaufte seinen Besitz und wandte sich nun nach Polen zu, wo er in Krakau in Kleinpolen auf seinen früheren Freund Andreas Dudith traf, der inzwischen vom Katholizismus zum Calvinismus konvertiert war.
Palaeologus bekannte sich nun zum Unitarismus, stand in Polen jedoch in einem offenen Disput mit Vertretern der staatskritisch-pazifistischen Richtung wie Gregor Pauli, Marcin Czechowic und Johann Ludwig von Wolzogen über die Legitimität von Gewalt. In einer 1572 publizierten Schrift De bello sententia unterschied er Angriffs- und Verteidigungskrieg, wobei er Christen eine Teilnahme an Letzterem zugestand. Später übersiedelte Palaiologos nach Siebenbürgen, wurde Mitglied der dortigen Unitarischen Kirche und wurde schließlich Rektor des unitarischen Kollegs in Klausenburg (romänisch: Cluj, ungarisch:  Kolozsvár). In Siebenbürgen unterstützte Palaeologus die Nonadorantisten um Franz David. Bei der Wahl eines neuen Fürsten im Herzogtum Siebenbürgen nach dem Tod von Johann Sigismund unterstützte er den antitrinitarischen und pro-kaiserlichen Kandidaten Gáspár Bekes gegenüber dem katholischen Stephan Báthory.
Nach dem Scheitern Bekes kehrte er nach Krakau zurück. Nachdem aber Stephan Báthory 1576 schließlich neuer polnischer König wurde, siedelte Palaeologus nach Mähren über, wo er im Dezember 1581 im Dorf Loučka in der Nähe von Zlin  vom Bischof von Olmütz verhaftet wurde. Von dort wurde er über Wien nach Rom transportiert. Im Februar 1582 sollte er auf dem Scheiterhaufen verbrannt werden. Kurz zuvor schwor er jedoch seinen radikal-reformatorischen Ansichten ab, so dass er zunächst verschont wurde. Da er jedoch auch jede Zusammenarbeit mit Papst Gregor XIII. ablehnte, wurde er schließlich am 25. Mai 1585 im Hof des Gefängnisses Torre di Nona in Rom enthauptet. Sein Leichnam wurde anschließend auf den Campo de’ Fiori auf dem Scheiterhaufen verbrannt und seine Asche in den Tiber geworfen.
Theologisch argumentierte Palaeologus gegen das Dogma der Trinität, die Prädestination und die Präexistenz Christi. In seiner Schrift De baptismo liberorum sprach er sich auch gegen die Kindertaufe aus.